# Hôtel du Parlement du Québec
Das Hôtel du Parlement du Québec ist Sitz der Nationalversammlung und des Vizegouverneurs der kanadischen Provinz Québec. Es befindet sich neben diversen anderen Regierungsgebäuden auf dem Colline parlementaire de Québec (Parlamentshügel). Das heutige Bauwerk ist bereits das fünfte Parlamentsgebäude der Provinz Québec. 

## Geschichte

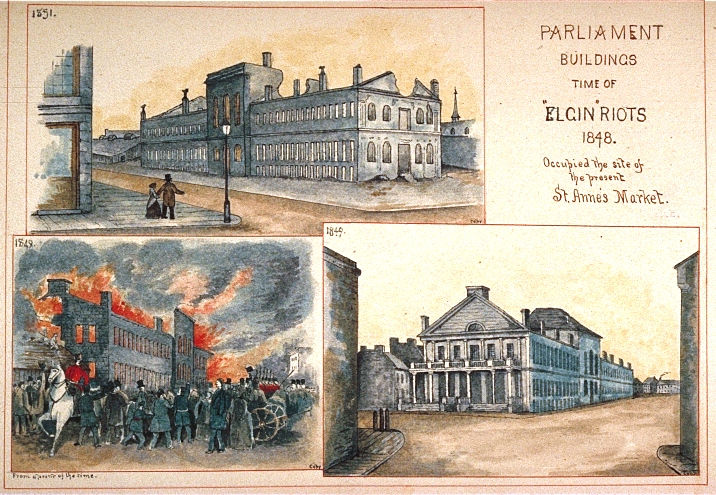
Brand von Montreal

Seit 1777 tagte die britische Kolonialregierung in der Kapelle des Bischofspalasts (frz. Palais Episcopale). Die Kapelle wurde 1831 im Rahmen der Ausbauarbeiten für den Palast abgerissen. Mit der Gründung der Provinz Kanada aus den Kolonien Ober- und Niederkanada 1840 verlor die Stadt Québec den Status als Hauptstadt von Niederkanada. 
Der Regierungssitz wechselte nun mehrfach: Von 1841 bis 1843 tagte man in einem ehemaligen Krankenhaus in Kingston; ab 1844 diente der Marché Sainte-Anne in Montreal als Parlamentssitz, bis das Gebäude 1849 infolge politischer Unruhen niederbrannte; ab 1849 wechselten sich Toronto und Québec im Status der Provinzhauptstadt ab. Die Arbeiten am Bischofspalast wurden aufgrund des langen Leerstands erst 1850 beendet. Bereits 1852 musste er einem Neubau weichen. Dieser konnte 1859 seinem Zweck übergeben werden.

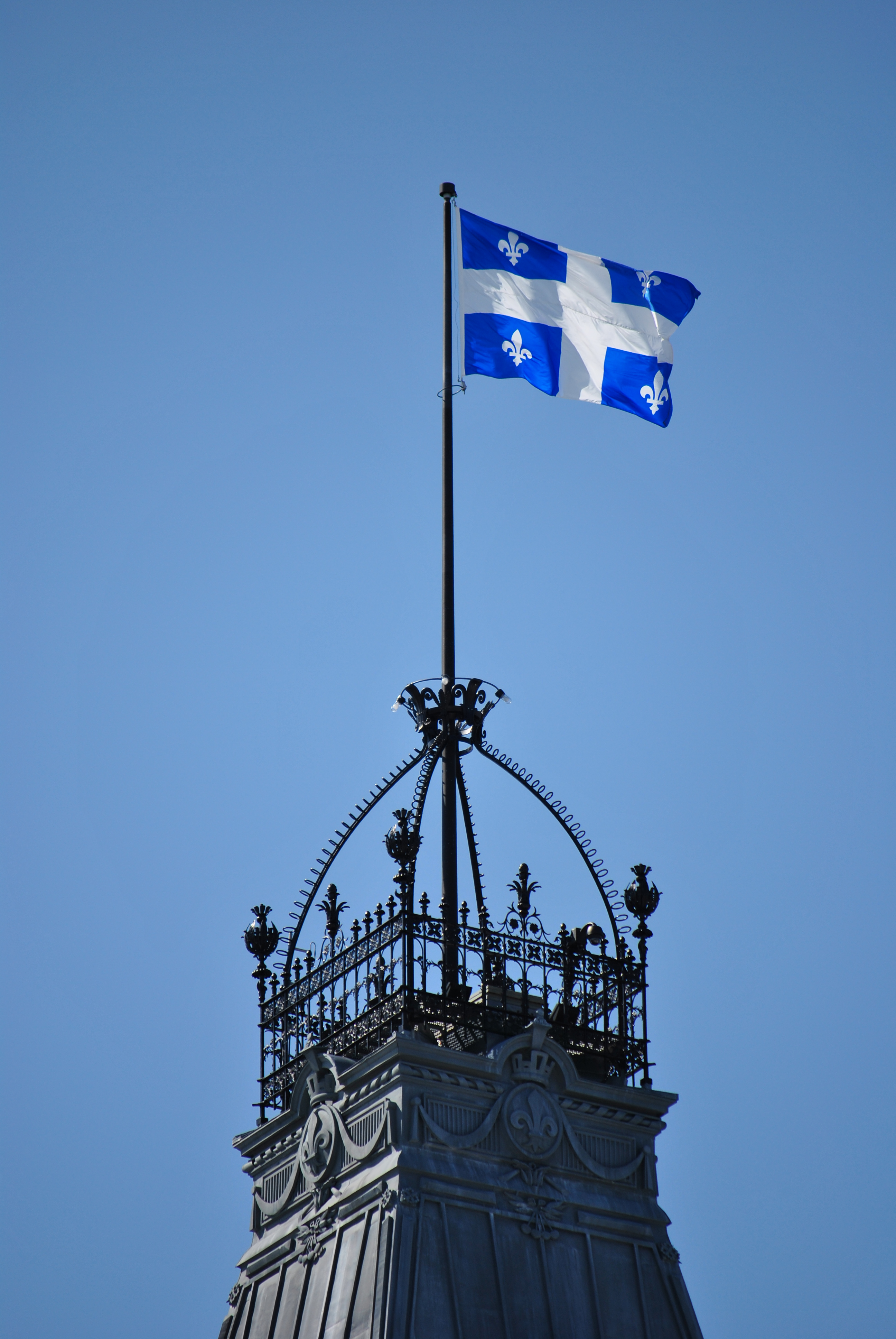
Flagge Québecs

Königin Victoria hatte bereits 1857 entschieden, dass Ottawa, an der Grenze zwischen französischem und englischem Sprachgebiet gelegen, Hauptstadt des entstehenden Dominions Kanada werden sollte. Infolge des 1867 erlassenen Verfassungsgesetzes kam es zur Gründung des neuen Bundesstaates Dominion of Canada. Die bisherige Provinz Kanada wurde wieder in ihre zwei Teile Ontario und Québec geteilt; hinzu kamen die ehemaligen Kolonien New Brunswick und Nova Scotia. 
Québec war nun wieder Hauptstadt der Provinz Québec und das Parlamentsgebäude von 1859 diente als Sitz der Regierung, bis es 1883 niederbrannte. An dessen Stelle wurde der Parc Montmorency angelegt, nachdem das heutige Parlamentsgebäude unweit der Zitadelle von Québec schließlich 1886 bezogen werden konnte.

## Architektur
Der frankokanadische Architekt Eugène-Étienne Taché entwarf das Gebäude auf einem quadratischen Grundriss im Stil des Second Empire, genauer gesagt der Neorenaissance. Taché wollte mit der Architektur auf das französische Erbe Québecs eingehen. So nehmen die steinerne Fassade mit den Eckpavillons und dem Mansarddach Bezug auf den Louvre oder das zur selben Zeit entstandene Pariser Rathaus. Das markanteste Merkmal ist der 52 Meter hohe Turm. Er orientiert sich am Belfried, einem Glockenturm, wie man ihn häufig an Rathäusern im nordöstlichen Frankreich und in Belgien findet. Auf ihm weht die Fleurdelisé.
Über dem Eingang prangt das Wappen von Québec mit dem französischen Motto der Provinz: Je me souviens (dt. „Ich erinnere mich“). Das französische Lilienmotiv und die Initialen Königin Victorias (VR für Victoria Regina) finden sich mehrfach in der Fassadengestaltung und erinnern an die französisch und britisch geprägte Geschichte Quebécs.
Im Kreisverkehr vor dem Parlamentsgebäude steht ein Springbrunnen, die Fontaine de Tourny.

### Figurenprogramm
Wie das Pariser Rathaus weist die Fassade ein weites Figurenprogramm auf. Die 24 Bronzeskulpturen zeigen wichtige Personen aus Québec, die zur Entwicklung der Provinz, des Landes oder Nordamerikas beitrugen, so u. a.:

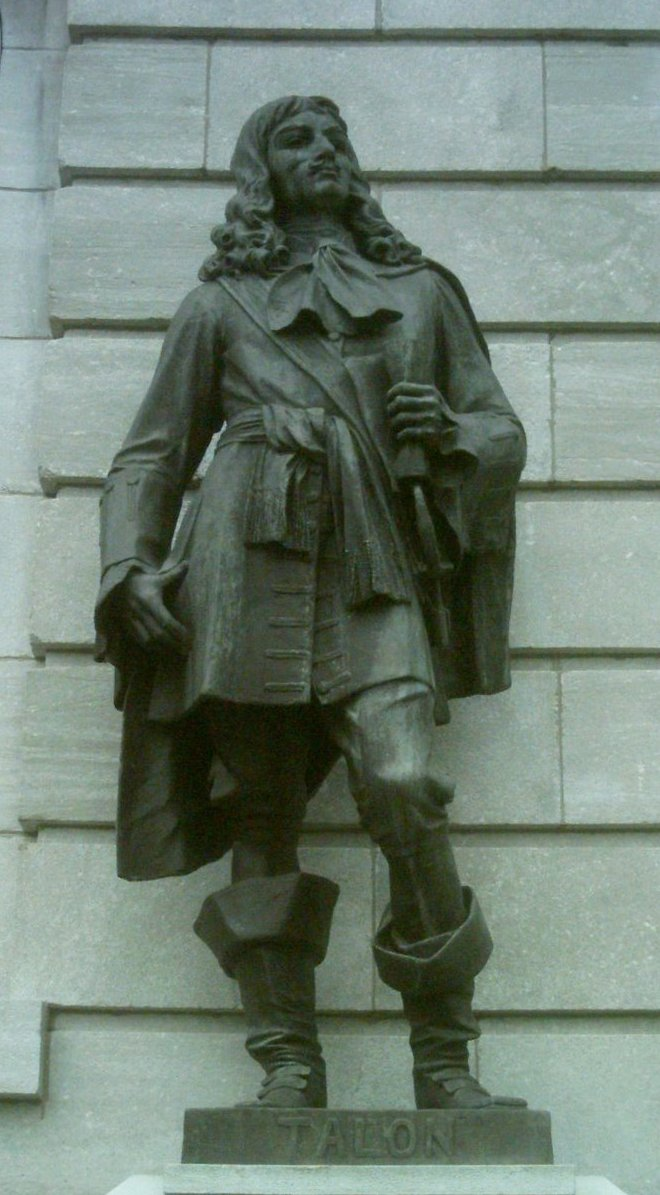
Jean Talon, erster Intendant Neufrankreichs
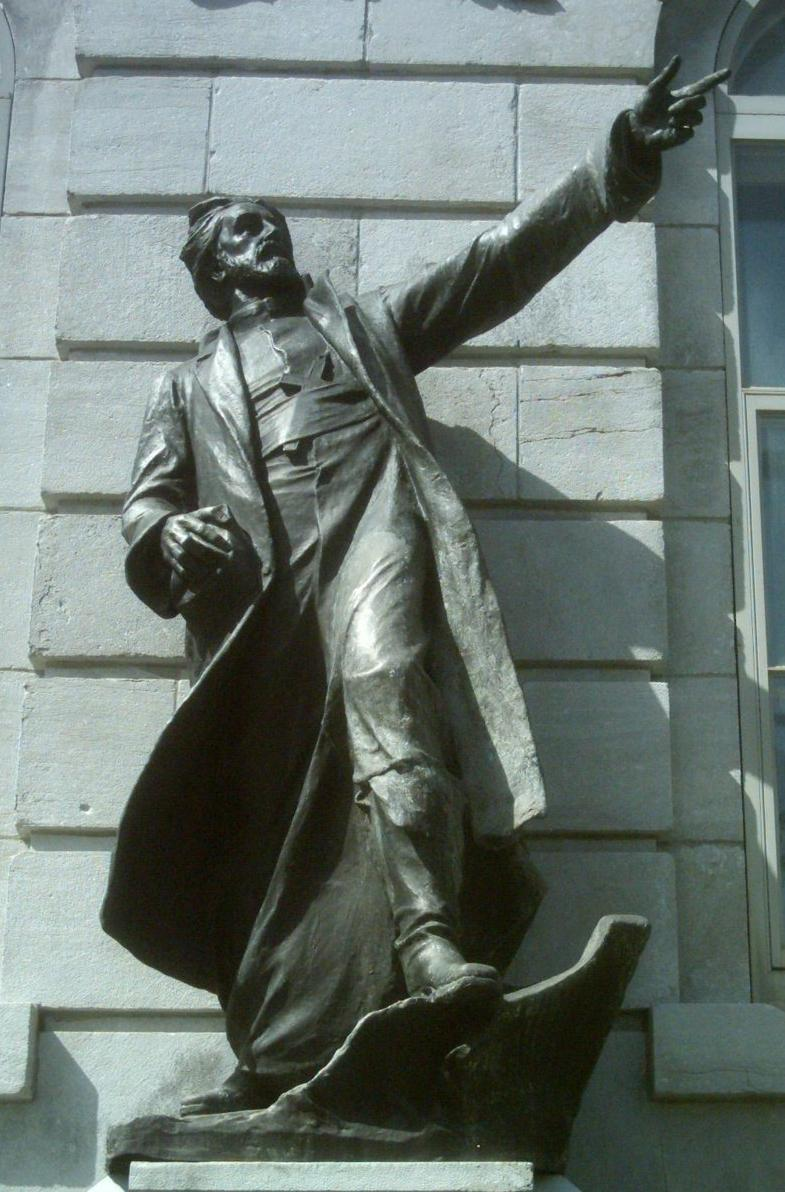
Jacques Marquette, französischer Jesuit und Entdecker
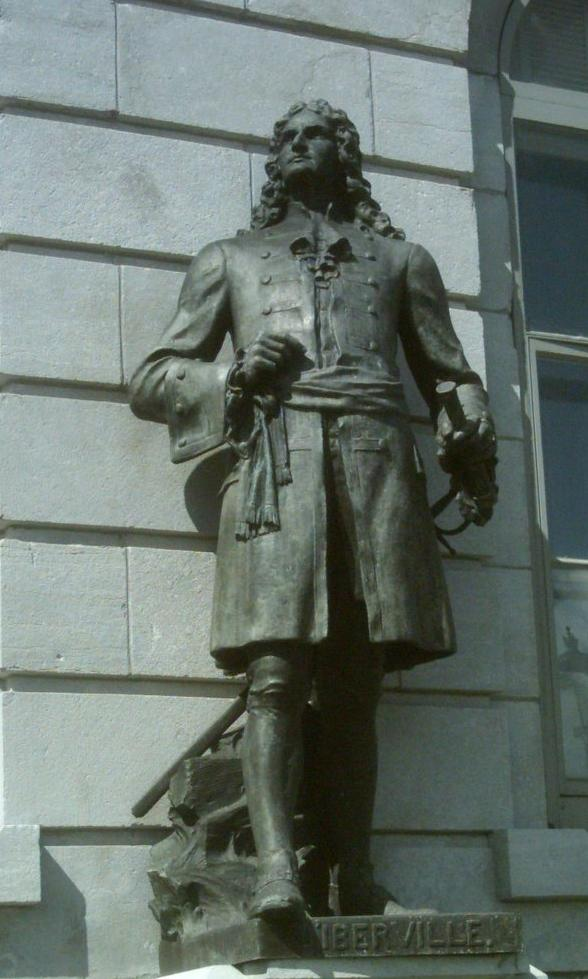
Pierre Le Moyne d’Iberville, Seefahrer, Entdecker und Gründer Louisianas
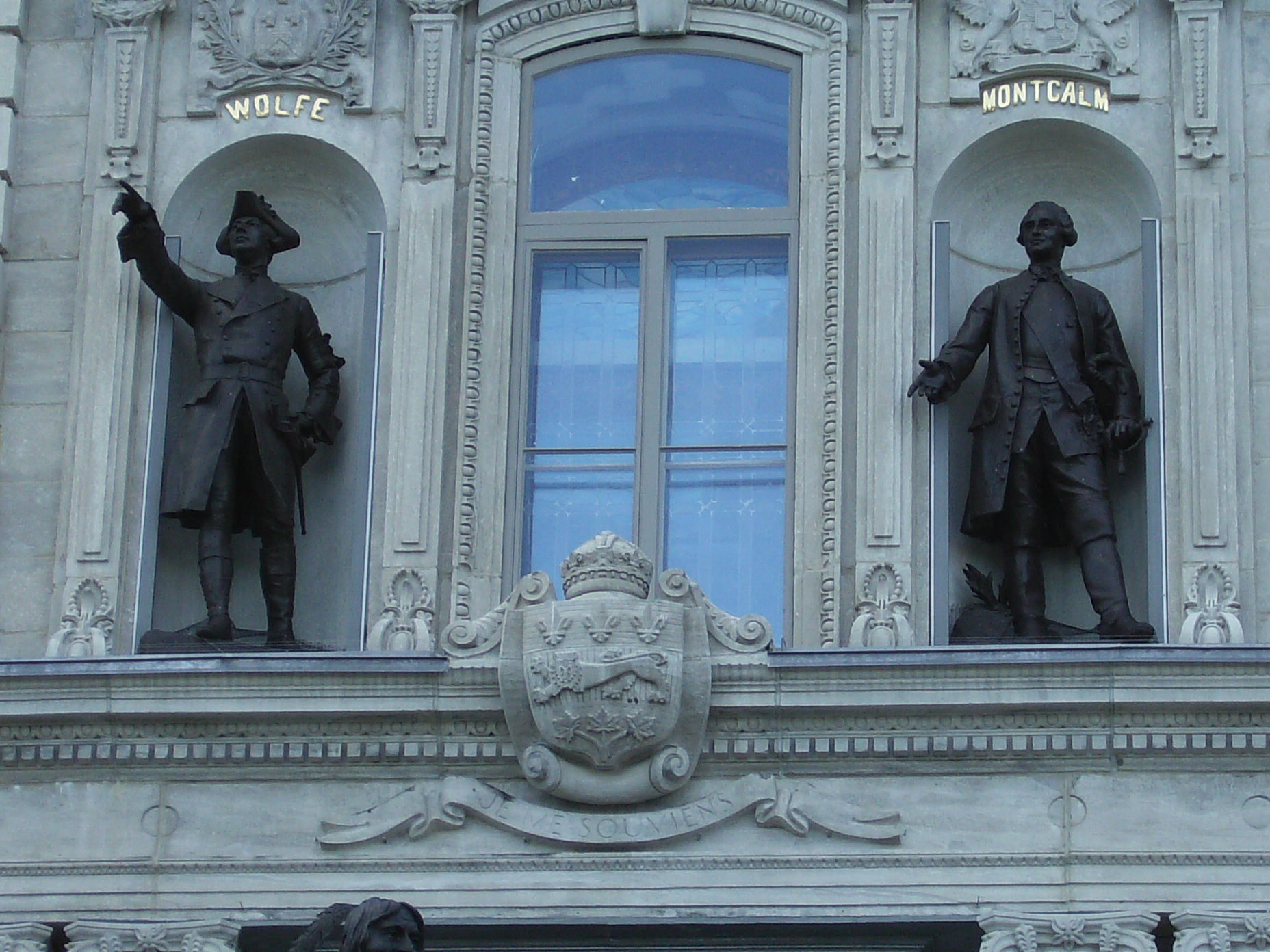
James Wolfe und Louis-Joseph de Montcalm, britischer bzw. französischer General; beide fielen in der Schlacht auf der Abraham-Ebene
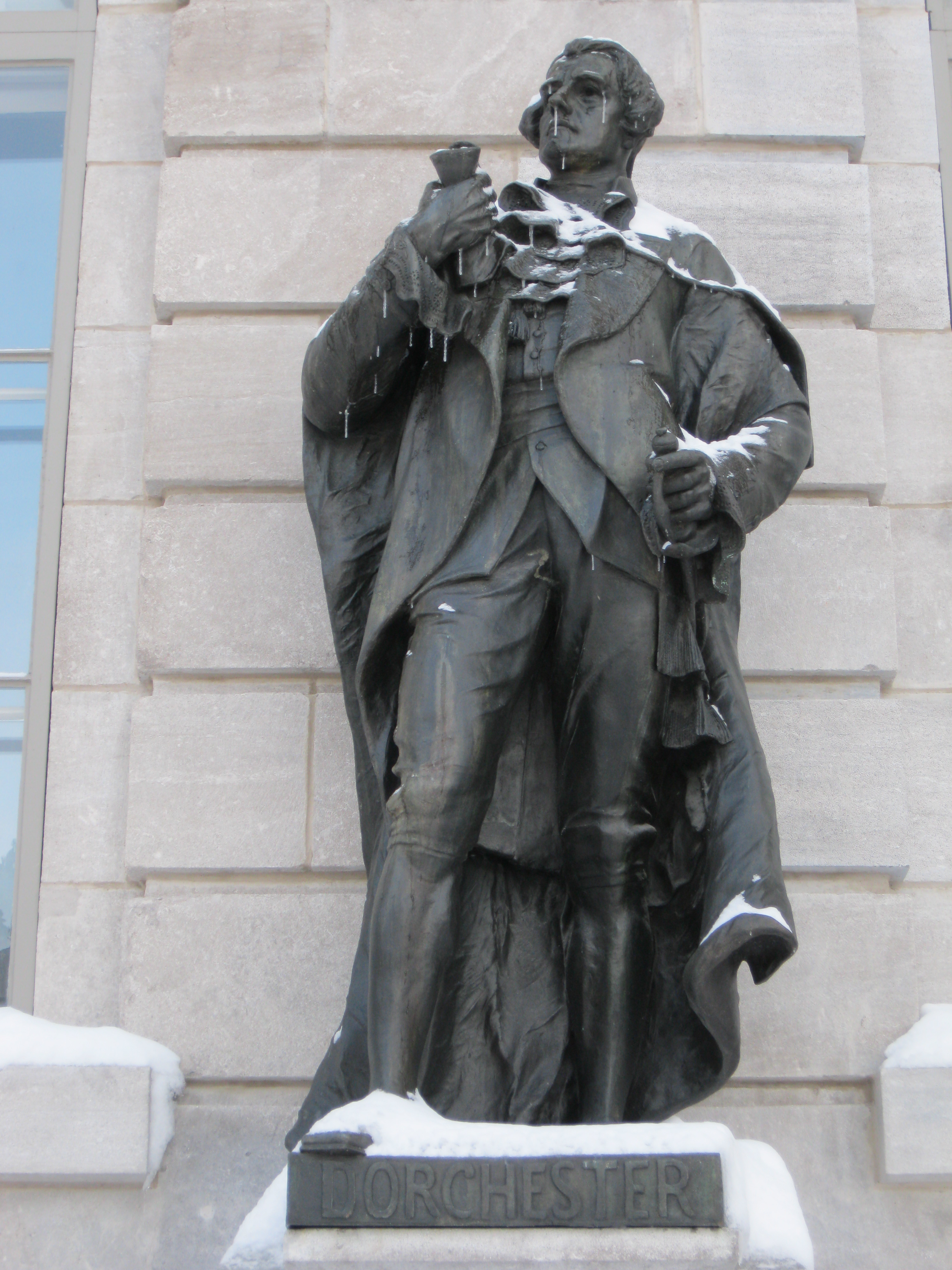
Guy Carleton, britischer General und Gouverneur von Québec
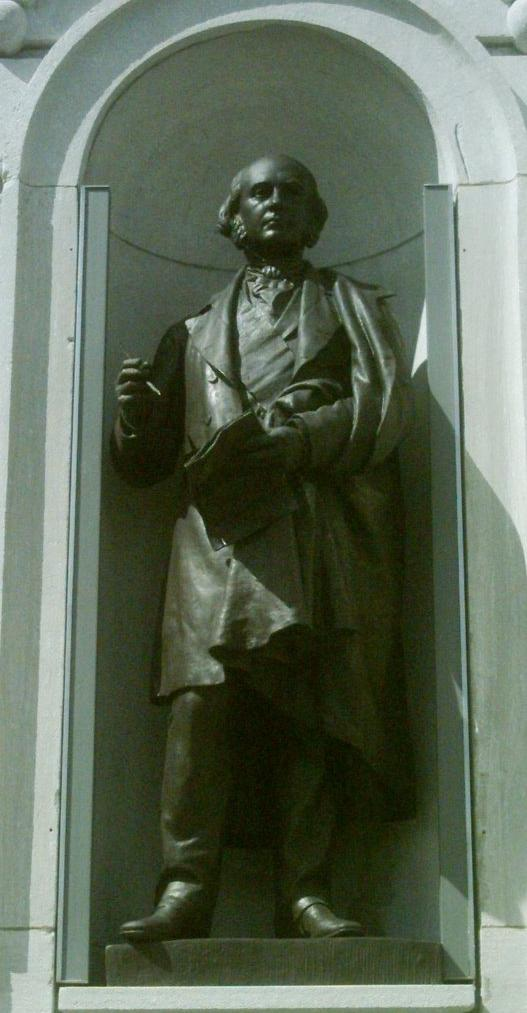
James Bruce, 8. Earl of Elgin, Generalgouverneur von Kanada
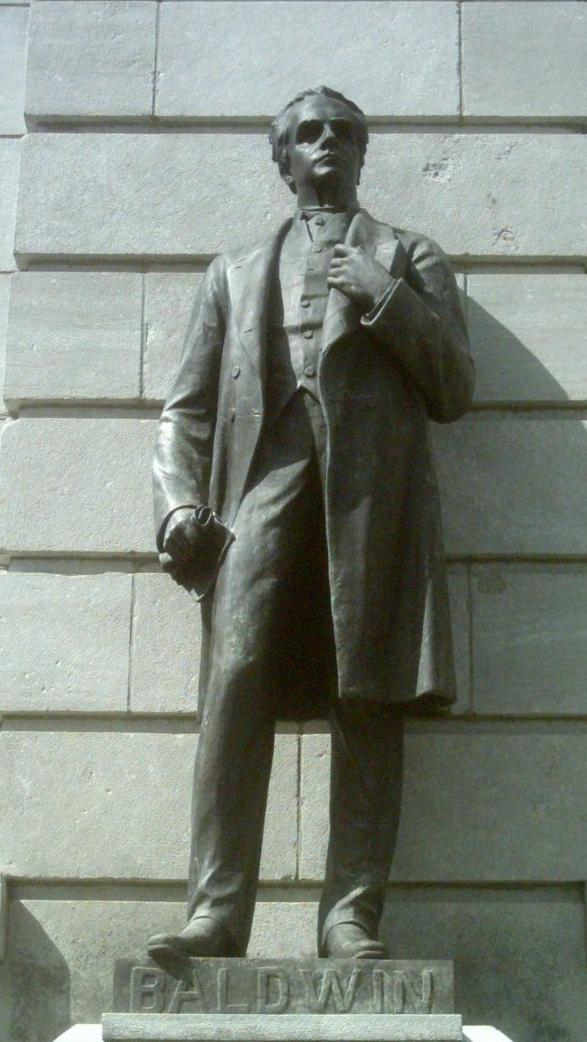
Robert Baldwin, kanadischer Premierminister und Reformer